# Arthur Luft
Arthur Luft (juli 1915 - 21 juni 2009) was een Manx rechter en politicus.
Luft werd in 1940 advocaat op het eiland Man. In 1972 werd Luft procureur-generaal en ambtshalve lid van de wetgevende vergadering. In 1974 werd hij 'tweede rechter' en in 1980 'eerste rechter', rolklerk en luitenant-gouverneur van Man. Voor het eerst had de 'eerste rechter' niet ambtshalve zitting in het wetgevend orgaan, in toepassing van de  Act of Tynwald uit 1980. In 1988 verleende Luft zijn ontslag, maar hij werd door de House of Keys verkozen om te zetelen in het wetgevend orgaan. Hij deed dit 10 jaar, totdat hij in 1998 met pensioen ging.